# نورافشان (شهر)
نورافشان (به ازبکی: Nurafshon، نورافشان) یک شهر در ازبکستان است که در ولایت تاشکند واقع شده‌است. نورافشان ۵۶٬۲۰۰ نفر جمعیت دارد.
شهر نورافشان مرکز اداری ولایت تاشکند می‌باشد.
تا پیش از سال ۲۰۱۷ میلادی، این شهر در تابعیت ناحیه اورته‌چیرچیق قرار داشت و با نام توی‌تپه (به ازبکی: Toʻytepa، تۉی‌تېپه) شناخته می‌شد. در آن سال، این شهر به «شهر در سطح شهرستان» ارتقاء یافته و از تابعیت اورته‌چیرچیق در آمده و همین‌طور نام آن به نورافشان تغییر کرد.